# Джалінго
Джалінго (англ. Jalingo) — місто на сході Нігерії, адміністративний центр штату Тараба.

## Географія
Місто знаходиться в північній частині штату, на березі однієї з лівих приток річки Бенуе, у передгір'ях хребта Шебші. Абсолютна висота - 350 метрів над рівнем моря.
Джалінго розташоване на відстані приблизно 420 кілометрів на схід від Абуджі, столиці країни.

## Населення
Динаміка чисельності населення міста за роками:
| 1991   | 2012    |
| ------ | ------- |
| 67 226 | 498 575 |